# Zekiwa
Цайцская индустрия детских колясок (нем. VEB Zekiwa сокр. от нем. «Zeitzer Kinderwagenindustrie») — фабрика по производству детских колясок и колясок для кукол в Дёшвице, округ Бургенланд.

## История
Предприятие основано в 1946 году из основанной в 1846 году в г. Цайце каретником Эрнстом Альбертом Нетером фирмы по производству детских колясок. Э. А. Нетер внёс решающий вклад в то, чтобы детские коляски стали для его фирмы основной продукцией.
Во времена ГДР фабрика поставляла свою продукцию не только на всё пространство СЭВ, но и для западногерманских предприятий, таких как «Неккерманн», и являлась самой большой фабрикой по производству детских колясок в Европе. В годы расцвета предприятие численностью 2200 сотрудников ежегодно производило 450 000 детских колясок и 160 000 колясок для кукол.
Впоследствии производственные мощности были перенесены в основном за границу, штаб-квартира переехала из Цайтца в Дёшвиц. Кроме того, предприятие выпускало туристические кровати, детские манежи, высокие стулья, детские сиденья для автомашин и др.